# Gu Chujun
Gu Chujun ist ein chinesischer Unternehmer aus Yangzhou in der Provinz Jiangsu. Von 1991 bis zum Jahr 2000 arbeitete Gu Chujun in Hong Kong. Im Jahr 2001 beteiligte sich Gu Chujun an dem chinesischen Kühlschrankhersteller Kelon. Es folgte ein rasanter Aufstieg und Gu wurde zu einem international bekannten Vorzeigeunternehmer Chinas. Ab dem Jahr 2004 gab es dann aber einen schnellen unternehmerischen Absturz. Im Jahr 2005 wurde Gu Chujun verhaftet und im Jahr 2008 wegen Bilanzfälschung und Unterschlagung zu 12 Jahren Haft und einer Geldstrafe von 994900 $ verurteilt. Das Unternehmen Kelon wurde 2006 von Hisense übernommen.

## Unternehmerischer Aufstieg
Gu Chujun arbeitete von 1991 bis zum Jahr 2000 in Hongkong. Anfang der 1990er Jahre gründete Gu die Firma Kühlschrankfirma Greencool, mit der er Ende der 1990er Jahre Kühlschränke auch nach Großbritannien exportierte. Im Jahr 2001 übernahm Gu Chujun 20,64 Prozent des Kühlschrankkonzerns Kelon, der einen Anteil von 20 % am chinesischen Kühlschrankmarkt hielt, damals aber in massiven wirtschaftlichen Problemen steckte und wurde Vorstandsvorsitzender des Unternehmens.
Unter der Leitung Gu Chujuns entwickelte sich das Unternehmen trotz schwierigem wirtschaftlichem Umfeld zunächst sehr gut und Gu beteiligte sich an weiteren Unternehmen. Dies waren Hefei Meiling, Xiangyang Automobile Bearing und Yaxing Motor Coach. Gu wurde als Star- und Vorzeigeunternehmer Chinas international berühmt. Von der Fernsehanstalt „China Central TV (CCTV)“ wurde Gu im Jahr 2003 als der bemerkenswerteste Unternehmer Chinas bezeichnet und mit dem Titel „Unternehmer mit den größten wirtschaftlichen Beiträgen für China“ ausgezeichnet. Im November erschien ein Interview mit Gu in der Zeitschrift „Business Week“ in der er noch selbstbewusst ankündigte: „Wir schlagen Siemens.“

## Wirtschaftliche Probleme
Bereits im Jahr 2004 kamen jedoch wirtschaftliche Probleme in den Unternehmungen Gus auf. Es zeigte sich, dass die unklaren Eigentumsverhältnisse bei Kelon, es gab starke private Aktionäre aber auch einen großen Staatsanteil im Unternehmen, das Unternehmen ins Schlingern brachten.

## Vorwürfe
Veranlasst durch die wirtschaftlichen Probleme wurden Gus Geschäftsgebaren genauer untersucht, und es folgten schwere Vorwürfe.

### Die Lang – Gu Debatte
Im Rahmen des Zusammenbruchs der Firma Kelon untersuchte der Wirtschaftsprofessor der Universität Hong Kong Harry Lang Gus Geschäftsgebaren. Nach der Untersuchung im August 2004 beschuldigte Harry Lang Gu, durch unlautere Finanzgeschäfte mehrere Firmen im Wert von 13,6 Mrd. Yuan mit nur 900 Mio. Yuan eigenem Kapital übernommen zu haben. Diese Ausführungen führten zu einer völlig unüblichen öffentlichen Debatte und Gu strengte eine Verleumdungsklage gegen Lang an. Die Debatte kam zu einem Höhepunkt, als im Oktober 2004 über zehn anerkannte Finanzexperten ein Seminar abhielten, in dem sie erklärten, dass Gus Verhalten in Einklang mit der Reform der chinesischen Wirtschaft gewesen sei. Die Sache blieb jedoch umstritten.

### Erschleichung ungerechtfertigter staatlicher Unterstützung
Gu wurde vorgeworfen, zweifelhafte Beziehungen zu staatlichen Stellen zu seinem persönlichen Vorteil ausgenutzt zu haben. So erwarb Gu im September 2002 ein Grundstück in British Virgin Islands für 587 700 US $ von der lokalen Regierung. Zwei Monate später wurde das Grundstück auf 56,89 Mio. US $, also auf fast den hundertfachen Wert geschätzt. Auch gab es Unterstützung staatlicher Stellen bei Gus Verhandlungen mit Banken über Darlehen ohne ausreichende Sicherheiten. Die Leitenden der Provinz Jiangxi beschwerten sich, dass Kelon die versprochene Unterstützung erhalten, jedoch nicht die versprochenen 10 000 Arbeitsplätze geschaffen habe.

### Vorwürfe der Bilanzfälschung
Im September 2005 wurde Gu, zusammen mit acht anderen seiner Firmenmanager verhaftet. Der Vorwurf war, dass Gu im Jahr 2004 sowohl den Umsatz wie auch den Gewinn der Firma Kelon viel zu positiv dargestellt und die Bilanzen gefälscht habe. Des Weiteren habe er 313 Mio. Yuan unterschlagen. Nach langem Prozess wurde Gu im Januar 2008 wegen Bilanzfälschung und Unterschlagung zu einer Freiheitsstrafe von zwölf Jahren und einer Geldstrafe von 6,8 Mio. Yuan (650 000 Euro) verurteilt. (2)